# Agfa-Gevaert
Agfa-Gevaert N.V. (Agfa) (Euronext: AGFB) es una compañía multinacional belga que desarrolla, manufactura y distribuye productos y sistemas analógicos y digitales de producción de imagen, así como soluciones para la tecnología de la información y la comunicación. La compañía tiene tres divisiones. Agfa Graphics (Agfa Gráfica) produce sistemas de preprensa integrados y de impresión industrial por inyección para la prensa y la industria gráfica. Agfa HealthCare (Agfa Salud) suministra a hospitales e instituciones de salud de productos de producción de imágenes médicas, y de sistemas de información. Agfa Specialty Products (Agfa Productos Especializados) suministra productos a diversos mercados industriales y es parte de la organización Agfa Materials (Agfa Materiales). Además de las actividades de Agfa Specialty Products, Agfa Materials produce películas y productos relacionados para Agfa Graphics and Agfa HealthCare. 

## Historia
En 1867 nace la compañía alemana Agfa para producir materiales relacionados con la fotografía, un “arte” que acababa de ver la luz.
Unos años más tarde (1894) en Bélgica se funda L. Gevaert & Cie, otra empresa química del sector que desarrolla junto con Agfa los productos fotográficos más avanzados del mundo de la imagen.
En 1922 ya trabajaban con sus películas de Rayos-X y en 1936 se realizaban las primeras fotografías y películas en color con materiales de Agfa. La primera se llamó Agfacolor.

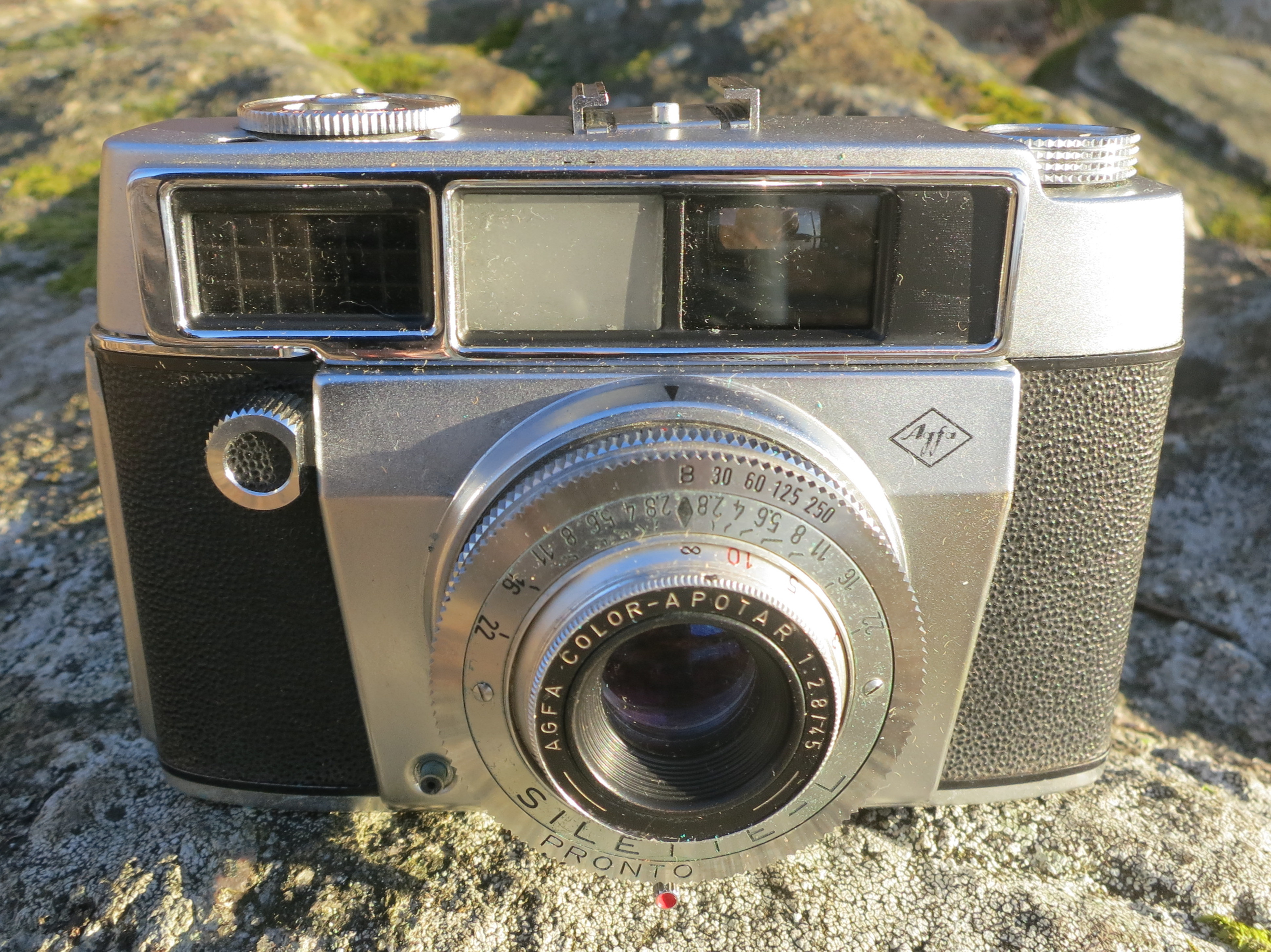
La cámara Agfa Silette-L de 1959

Desde 1925 formó parte del conglomerado IG Farben hasta que en 1951, después de la Segunda Guerra Mundial, fue disuelto por los Aliados debido a que utilizó trabajo esclavo en sus procesos de fabricación. Debido a la severidad de los crímenes de guerra cometidos por IG Farben durante la Segunda Guerra Mundial, los Aliados consideraron que la empresa estaba demasiado corrompida como para permitirle seguir existiendo, y durante los Juicios de Núremberg ordenaron desmembrar el consorcio. Los Aliados Occidentales en 1951, dividieron la empresa en sus empresas originales constituyentes. Las cuatro más grandes, BASF, Bayer, Hoechst y Agfa, compraron rápidamente a las más pequeñas. De los 24 directivos de IG Farben acusados en el denominado Juicio a la IG Farben (1947-1948) ante un tribunal militar norteamericano en los subsecuentes Juicios de Núremberg, 13 fueron sentenciados a entre uno y ocho años de prisión. Algunos de aquellos acusados en el juicio se convirtieron en líderes de las compañías de posguerra que se formaron al separarse IG Farben, incluyendo aquellos que fueron sentenciados en Núremberg. Las empresas sucesoras de IG Farben heredaron el total de las propiedades de IG Farben, pero no así las responsabilidades penales.
Es en 1964 cuando se formaliza la unión entre las dos compañías creando Agfa-Gevaert.

## Historia de Agfa Gevaert en España
El siglo XX se distingue de todos los anteriores por un hecho singular: por primera vez, la historia ha quedado ampliamente documentada por la fotografía.
Si podemos adivinar lo ocurrido en otros tiempos a través de las crónicas, inscripciones, pinturas, leyendas y monumentos, la historia contemporánea se nos muestra en imágenes de la realidad misma. Y no sólo la historia de los grandes acontecimientos públicos, sino también la historia cotidiana y familiar.
Para que la fotografía pudiera convertirse en medio de información, en obra de arte, en afición popular... tuvo que nacer previamente una industria capaz de hacer llegar al gran público el desarrollo tecnológico del excepcional descubrimiento del físico francés Nicéphore Niepce (1765-1833), quien logró, en 1822, la primera fotografía de la historia.
En 1914, con el inicio de la Primera Guerra Mundial, se hizo imposible la importación de material fotográfico. Ello estimuló la iniciativa de fabricar en España material fotográfico sensible. En Barcelona, se crearon algunas empresas, entre las que destacaron Arte Fotográfico -fundada por los hermanos Mariné y adquirida más tarde por los hermanos Antonio y Rafael Garriga Roca- y Manufactura Española de Papeles Fotográficos, promovida entre otros por Jacinto Carbonell, Gaspar Mampel y Federico Fernández.
El cese de hostilidades permitió nuevamente, a partir de 1918, la importación de material fotográfico, y la naciente industria nacional perdió rentabilidad frente a la muy superior calidad de los productos extranjeros, fabricados por acreditadas marcas, entre las que ya destacaban la firma Alemana Agfa y la sociedad Belga Gevaert. El convencimiento de que el mercado iría creciendo, llevó a Rafael Garriga hacia Italia, donde trabajó largo tiempo con el profesor Namias, gran especialista en emulsiones fotográficas.
A su regreso a Barcelona, en 1922, Rafael Garriga y su hermano Antonio transformaron su pequeña empresa en Industria Fotoquímica A. y R. Garriga, Sociedad en Comandita, iniciativa en la también colaboraron Higinio Negra Vivé y otros ingenieros industriales compañeros de Rafael Garriga, que aportaron recursos económicos.
Las posibilidades financieras y los conocimientos técnicos, explican que la nueva empresa se impusiera en el mercado y absorbiera a otras industrias, de modo que, en 1923, llegará a ser la única firma española productora de material fotográfico sensible.
Pese a ello, era evidente que la técnica fotográfica evolucionaba en el extranjero con una rapidez que no estaba al alcance de la empresa española. Se pensó, acertadamente, que la consolidación -y tal vez la supervivencia- dependía de poder establecer contactos con alguna empresa europea de primer orden y acordar con ella un estrecho programa de asistencia técnica. Se eligió la prestigiosa firma Amberes Photo Produits Gevaert, creada por Lieven Gevaert en 1890.

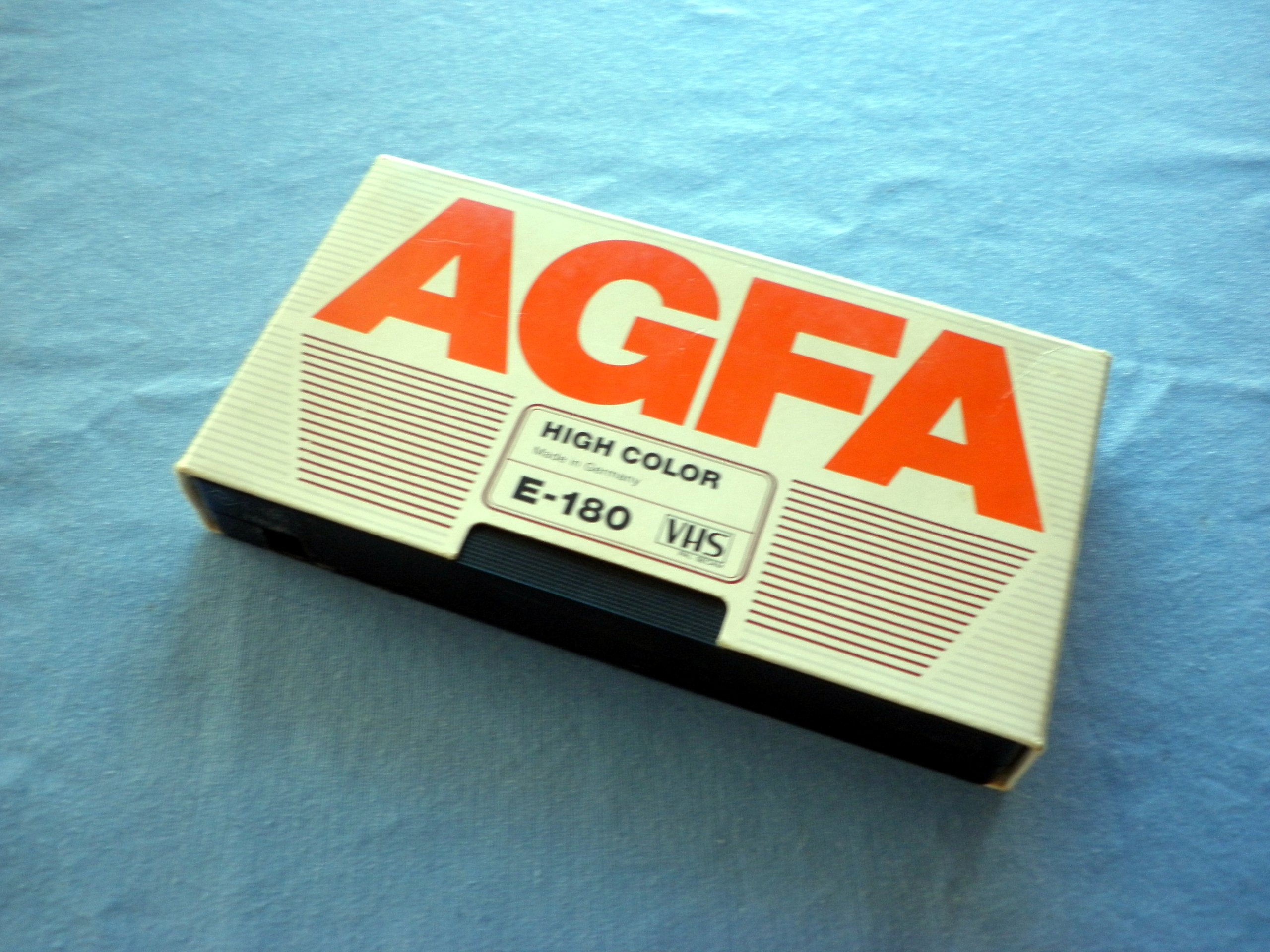
Cinta VHS AGFA

Después de dos años de contactos entre Rafael Garriga y Hendrik Kuijpers, director técnico de la firma belga, Industria Fotoquímica A. y R. Garriga, se convirtió en 1928 en Industria Fotoquímica Nacional (INFONAL), contando como accionistas principales con Rafael Garriga Roca (Director General y Director Técnico), Higinio Negra Vivé (Director Comercial) y Photo Produits Gevaert. La casa Agfa ya estaba presente en España como Agfa Foto, que había sido fundada en 1925.
Los resultados que obtuvo INFONAL, tanto técnicos como económicos, fueron excelentes. Sin embargo, en 1932 Higinio Negra Vivé decidió abandonar la sociedad para comprar las acciones de Manufactura Española de Papeles Fotográficos e iniciar, junto con Joaquín Tort, el relanzamiento de esta empresa.
Para introducirse en el mercado español, se aseguró la asistencia técnica de la acreditada firma alemana Agfa, cuyos productos gozaban de merecido prestigio en el país. Sin embargo, Agfa no participó en el capital de la empresa española, que comercializaba sus productos con la conocida marca NEGTOR.
La década de los años sesenta es decisiva en la historia de la industria, no solo fotográfica-mundial: en 1960 se establece en España Gevaert Española; cuatro años más tarde se fusionan Agfa y Photo Produits Gevaert para crear el grupo Agfa-Gevaert. Esta decisión comporta, también en España, la creación de Agfa-Gevaert, S.A., creada el 26 de marzo de 1966.
La gran compañía química alemana Bayer se hace en 1981 con el 100 % de Agfa-Gevaert dándole un gran impulso tecnológico en todos los campos, fotografía, vídeo y audio, sistemas gráficos, Rayos-X, sistemas de oficina, etc.
Hoy Agfa Gevaert tiene oficinas en 40 países y representación en más de 100, empleando a unas 15 000 personas en todo el mundo.

## Agfa en Argentina
Agfa-Gevaert Argentina S.A. se estableció en la Argentina en 1914; su planta está ubicada en Posadas 2999, barrio La Pileta, de la localidad de Florencio Varela. Tiene una superficie cubierta de 36000 m² en total y 300 empleados.
Sus oficinas para toda la región, se encuentran situadas en Venezuela 4269, Ciudad Autónoma de Buenos Aires.
Está presente bajo dos divisiones: AGFA HealtCare y Agfa Graphics Argentina S.A.
Aunque en noviembre de 2011 estuvo a punto de cerrar, debido a directivas de la casa matriz, se mantuvieron los puestos de trabajo debido a un acuerdo con el gobierno de Cristina Kirchner, el sindicato de los Químicos y del intendente local por escaso tiempo. En 2013 asume Lou Dubon, como gerente general de la empresa, en reemplazo de Diego Lambardi. Al 2023 la fabrica de Florencio Varela no tiene actividad alguna.
Es una de las principales exportadoras de la Argentina: el 90 % de la producción de la planta industrial se exporta a toda Latinoamérica, Sudáfrica, Taiwán, Corea del Sur y China.

## Agfa Graphics
En el sector gráfico Agfa-Gevaert se apostó por las últimas tecnologías y se hizo en 1988 con la compañía CompuGraphic, con lo que consiguió que Agfa-Gevaert se alzase como el líder en la venta de sistemas de fotocomposición y filmación electrónica.
A partir de ese momento se suceden las adquisiciones de todos aquellos negocios que harían que Agfa-Gevaert tuviese su composición actual.
Adquisiciones como Hoechst, DuPont, Autologic, Dotrix y Lastra han hecho que Agfa Graphics cubra gran parte de los procesos de producción para la industria gráfica, planchas y películas analógicas y digitales, tintas y papeles Ink Jet, filmadoras de película, filmadoras CtP de todos los formatos, consumibles para imprenta, flujos de trabajo, asistencia técnica y servicios de consulting.
Todos estos productos permiten a Agfa Graphics moverse en los tres principales mercados gráficos como son prensa escrita, embalaje e impresión comercial.
Una de cada dos imprentas en el mundo utilizan algún producto de Agfa Graphics. Tres de cada cuatro periódicos del mundo utilizan software de Agfa Graphics.
En la actualidad Agfa Graphics tiene como productos estrella las filmadoras CtP (directo a plancha) y se ha erigido como líder mundial con la patente de la plancha digital Azura sin revelado para impresión ófset, lo que ha supuesto una auténtica revolución en el entorno de trabajo de los talleres de artes gráficas.